# Affaire Shaïna Hansye
L'affaire Shaïna Hansye concerne le chantage, le viol en réunion, le harcèlement puis l'assassinat d'une adolescente agressée sexuellement à 13 ans puis poignardée et brûlée vive à 15 ans. Les évènements se sont déroulés du 31 août 2017 au 25 octobre 2019 à Creil.
L'affaire, de retentissement national dans un contexte de prise de conscience sur les violences commises contre les femmes, porte l'attention sur les violences auxquelles les adolescentes des cités peuvent être confrontées : viol en réunion, revenge porn, dénigrement et agressions,.

## Déroulement des faits

### Chantage, agression sexuelle et viol en réunion
En 2017, Mourad, un adolescent de 14 ans, aborde Shaïna, une jeune adolescente de 13 ans d'origine mauricienne, à la sortie de son collège, pour lui demander « son snap » (i.e. son identifiant sur la messagerie instantanée Snapchat). Rapidement, il entame avec elle une relation au cours de laquelle il se montre tout d'abord « gentil » et « attentionné » avant de changer radicalement de comportement en la frappant et en la photographiant nue sous la contrainte. Par la suite, il se sert du cliché qu'il a pris pour la faire chanter : soit elle accepte d'avoir un rapport sexuel avec lui, soit il le diffusera en public. Ainsi, lorsqu'il lui donne rendez-vous le 31 août 2017 dans une polyclinique en ruines à la lisière de la cité de La Cavée, elle obtempère tout en prenant le soin de se faire seconder par une amie (Maeva C.). Mourad demande à cette dernière de rester à l'extérieur du bâtiment alors qu'il emmène Shaïna, de force, dans un de ses recoins,. Là-bas, elle fait l'objet d'une agression sexuelle et d'un viol en réunion filmées et diffusées sur Snapchat de la part de Mourad et de deux de ses amis (Abdel et Kadher),,.
Sous l'effet de la sidération, elle se rend au commissariat avec Maeva C. et sa mère, pour porter plainte. Sa souffrance n'aurait pas reçu la compassion attendue. Selon Charlie Hebdo, le médecin légiste estime qu'on « ne perçoit pas d'affect de tristesse, de honte ou de sentiment de culpabilité. Shaïna parle et se déshabille facilement. ». La policière qui prend sa déposition écrit en lettres capitales : « disons qu'au cours de l'audition, Shaïna ne manifeste aucune émotion particulière ».

### Harcèlement et passage à tabac
Shaïna change de collège mais sa réputation de prétendue « fille facile » la poursuit. Son agresseur, mis en examen, est placé en centre éducatif fermé mais libéré au bout d'un mois.
Shaïna porte à nouveau plainte contre lui. Il est mis en examen pour « violences en réunion, menaces de mort et vol  » mais reste libre sous contrôle judiciaire.

### Assassinat
Fin août-début septembre 2019, Shaïna est approchée par Mohamed, un garçon de 17 ans de Nogent-sur-Oise scolarisé en classe de terminale économique et sociale au lycée Jules-Uhry de Creil,,. Celui-ci entend alors profiter de sa mauvaise réputation pour avoir des relations sexuelles avec elle,,. Le 25 octobre 2019, elle lui annonce qu'elle est enceinte de lui et qu'elle refuse d'avorter. Il lui donne alors rendez-vous, dans la soirée, au cabanon du jardin ouvrier de la cité du Plateau-Rouher où ils avaient l'habitude de se rencontrer et où il a préalablement entreposé un couteau de cuisine, une paire de gants et une bouteille d’essence,. Après son arrivée, il lui demande de se déshabiller « comme d'habitude » avant de la poignarder à une quinzaine de reprises,. Il verse ensuite de l'essence sur son corps agonisant et y met le feu avec un briquet. Dans l'action, il est légèrement blessé au visage et à la jambe gauche par un retour de flamme,. Vers 22 heures, les sapeurs-pompiers sont dépêchés sur place pour éteindre l'incendie et, à 23 heures, une explosion se fait entendre au niveau du cabanon,. La dépouille « presque entièrement calcinée » de Shaina y est découverte le surlendemain, en début d'après-midi,. Un appareil dentaire et une bague en or permettent son identification par la famille, qui est confirmée le 29 octobre par un test ADN.

## Procès

### Chantage, agression sexuelle
Le procès des agressions sexuelles s'est tenu à huis clos au tribunal pour enfants de Senlis le 31 janvier et le 1er février 2022. Les trois plus jeunes sont poursuivis pour « agressions sexuelles et violences en réunion » et pour « enregistrement d'images pornographiques d'une mineure ». Mourad doit, de plus, répondre des faits de « pressions graves en vue d'obtenir des faveurs sexuelles ». Un quatrième est jugé pour une autre agression qui s'est déroulée une semaine plus tôt. Les prévenus, restés silencieux, n'auraient pas pris conscience de la gravité de leurs actes.
En raison du « très jeune âge » de ces primodélinquants au moment des faits, le parquet a requis deux ans de prison dont un ferme pour Mourad, 15 mois dont 9 fermes pour Abdel et Kadher,. Mourad, Abdel et Khader sont respectivement condamnés le 1er mars 2022 à un an et huit mois de prison avec sursis probatoire d'une durée de deux ans. Le quatrième est relaxé, la matérialité des faits n'ayant pu être établie avec certitude.
L'avocate de la famille considère que Shaïna, dont la parole avait été mise en cause, est reconnue comme une victime. Mais son père, Shakill, rappelle : « ils ont sali ma fille ».
Le parquet de Senlis a interjeté appel en mars 2022 car les faits ont été commis en réunion. Fin mai 2023, ils sont condamnés à des peines allant d'un à deux ans de prison avec sursis.

### Passage à tabac
L'agression physique d'octobre 2019 est jugée le 25 juin 2024 au tribunal judiciaire de Senlis. L'ancien petit ami de Shaïna est condamné à 20 mois de prison dont 6 avec sursis. Son complice, qui a proféré des menaces de mort, est aussi reconnu coupable et condamné à 12 mois de prison avec sursis. Les deux jeunes ont fait appel de la décision, un nouveau procès devra se tenir à la cour d'appel d'Amiens,.
Le procès en appel s’est déroulé le 27 février 2025 au tribunal d’Amiens. La Cour d’appel a requis 24 mois de prison dont 12 mois fermes pour le principal prévenu et 12 mois de prison avec sursis pour son complice. Le verdict sera rendu le 24 avril 2025.

### Assassinat
Le 30 octobre 2019, Mohamed, lycéen de 17 ans, est arrêté et placé en garde à vue. Il nie les faits mais ses explications incohérentes sur son emploi du temps ainsi que des témoignages circonstanciés et des éléments de téléphonie en sa défaveur conduisent le procureur de la République de Senlis, Jean-Baptiste Bladier, à exiger son placement en détention provisoire et sa mise en examen pour « assassinat » et « destruction du bien d'autrui par un moyen dangereux ». À partir du 5 novembre 2019, Mohamed est incarcéré à la prison de Liancourt.
Le 5 septembre 2021, il est renvoyé devant la cour d'assises des mineurs, décision dont il a fait appel (rejeté le 1er juillet 2022) ; il est incarcéré et continue de clamer son innocence.
Zoé Royaux, avocate représentant la Fondation des femmes, partie civile, explique qu'en deux ans, Shaïna « a vécu toutes les violences de genre ».
L'avocat général estime que l'accusé redoutait la réaction de ses parents, très rigoristes en matière de sexualité.
Deux ex-codétenus, auxquels l'accusé se serait vanté d'avoir tué Shaïna pour ne pas endosser la paternité d'un « bâtard », ne se sont pas présentés à l'audience.
L'avocat général requiert 30 ans de réclusion avec levée de l'excuse de minorité pour un crime, selon lui, « prémédité à chaque étape ».
Le 9 juin 2023, l'accusé est reconnu coupable par la cour d'assises des mineurs de l'Oise, et est condamné à 18 ans de réclusion criminelle. Il ne fait pas appel.

## Réactions
Fin 2019, son frère Yasin crée l'association « Justice pour Shaïna — plus jamais ça » pour témoigner de « l'horreur et la souffrance » subies par sa sœur.
Sa mère, Parveen, explique : « Après cette agression, Shaïna était devenue encore plus déterminée. Elle voulait devenir avocate, elle ne voulait plus se laisser faire ».
Son avocate, Negar Haeri, précise : « Elle a été très courageuse. Beaucoup lui ont fait payer cette liberté. Si Shaïna avait été agressée par un Guy Georges, alors on l'aurait pleurée. » Elle conclut : « Elle est une sorte de figure martyre pour nous tous, pour qu'on prenne enfin ces questions des violences sexuelles et sexistes au sérieux ».
Après le procès
Yasin Hansye écrit au président de la République : « Elle a souffert et ses bourreaux n'ont jamais exprimé le moindre regret ». Il s'inquiète pour « toutes ces adolescentes et ces jeunes femmes de nos quartiers qui n'osent plus aimer, n'osent plus parler, effrayées à l'idée de finir comme ma sœur, parce que leurs agresseurs n'auront plus peur ».
Negar Haeri estime que, malgré l'arsenal législatif et règlementaire mis en place, « on ne donne pas encore à ces affaires là la gravité qu'elles ont ».

### Hommages
Une marche blanche est organisée à Creil le 25 octobre 2021.
En 2023, une pétition est lancée pour qu'un « lieu de mémoire » soit aménagé par la mairie de Creil,. L'association de défense des enfants Mouv’Enfants s'associe à cette demande. En mai 2024, un jardin privé fleuri à la mémoire de Shaïna est aménagé par la mairie et concédé à la famille sur le lieu du crime,.